# Vic Seixas
Elias Victor "Vic" Seixas Jr., född 30 augusti 1923 i Philadelphia, Pennsylvania,  död 5 juli 2024, var en amerikansk tennisspelare. Vic Seixas vann under femårsperioden 1952-56 som amatörspelare totalt 15 Grand Slam (GS)-titlar, varav två i singel, fem i dubbel och åtta i mixed dubbel. Efter säsongen 1953 rankades han som nummer tre i världen bland amatörer. Vic Seixas upptogs 1971 i the International Tennis Hall of Fame.

## Tenniskarriären
Seixas turneringsspelade från 1940, bland annat i Amerikanska mästerskapen) och med ett längre uppehåll under andra världskriget, men hans stora segrar kom först på 1950-talet. Sin första GS-titel vann Seixas hösten 1952 i Amerikanska mästerskapen i herrdubbel tillsammans med Mervyn Rose i en mycket "tät" finalmatch mot Ken McGregor/Frank Sedgman (3-6, 10-8, 10-8, 6-8, 8-6). År 1953 vann han tillsammans med amerikanskan Doris Hart mixed dubbeln i Franska öppna och senare på sommaren singeltiteln i Wimbledonmästerskapen. I finalen besegrade han dansken Kurt Nielsen (9-7, 6-3, 6-4). Han följde upp med mixed dubbelseger tillsammans med Doris Hart. Han kom att vinna mixed dubbeltiteln ytterligare tre gånger i rad (rekord) i Wimbledon, varav två gånger med Hart. Den sista vann han tillsammans med amerikanskan Shirley Fry.
År 1954 vann han singeltiteln i Amerikanska mästerskapen genom finalseger över den australiska spelaren Rex Hartwig (3-6, 6-2, 6-4, 6-4). Under karriären vann han totalt 56 singeltitlar. 
Vic Seixas deltog i USA:s Davis Cup-lag 1951-57. Han spelade 55 DC-matcher och vann 38 av dessa. År 1954 mötte USA ett svenskt lag bestående av Lennart Bergelin och Sven Davidson i interzon-final. Seixas besegrade Bergelin i singel, och dessutom tillsammans med Tony Trabert de båda svenskarna i dubbel. Säsongen 1954 vann han också tillsammans med Trabert cup-titeln efter finalvinst över Australien, vars lag bestod av Lew Hoad och Ken Rosewall. Seixas var kapten för det amerikanska DC-laget 1952, 1957 och 1964.   

## Spelaren och personen
Vic Seixas debuterade i Grand Slam-turneringar redan som 17-åring, men han hann bli tjugonio år gammal innan han som spelare hade "mognat" tillräckligt för att kunna vinna de stora turneringarna. Kanske berodde den sena mognaden, förutom på uppehållet under andra världskriget, på att hans teknik var något "oslipad". Han spelade aldrig ett klassiskt spel, utan hans forehand gick ofta i en hög båge över nätet och hans backhand var underskruvad. Däremot hade han en utmärkt offensiv överskruvad lobb och spelade ofta stoppbollar. Han var i grunden attackspelare, med ett spel bäst lämpat för dubbelspel. Hans främsta vapen var för övrigt en enastående kondition och han tröttnade inte ens i de längsta matcherna.
Under det andra världskriget tjänstgjorde han som pilot i US Army Air Forces. Han blev professionell tennisspelare efter fyllda 50 år. 

## Grand Slam-titlar
- Australiska mästerskapen
  - Dubbel - 1955
- Franska mästerskapen
  - Dubbel - 1954, 1955
  - Mixed dubbel - 1953
- Wimbledonmästerskapen
  - Singel - 1953
  - Mixed dubbel - 1953, 1954, 1955, 1956
- Amerikanska mästerskapen
  - Singel - 1954
  - Dubbel - 1952, 1954
  - Mixed dubbel - 1953, 1954, 1955